# هونتلی مونتگومری
 هونتلی مونتگومری (انگلیسی: Huntley Montgomery؛ زاده ۲ اکتبر ۱۹۷۸) یک تنیس‌باز اهل ایالات متحده آمریکا است.